# Тино (остров)
Ти́но (итал. Tino) — небольшой остров в заливе Специя Лигурийского моря. Входит в состав коммуны Портовенере провинции Специя региона Лигурия.
Тино вместе островами Пальмария и Тинетто и несколькими скалами образуют небольшой архипелаг, который наряду с Портовенере и Чинкве-Терре является объектом Всемирного наследия ЮНЕСКО.
Остров известен тем, что здесь в конце VI — начале VII веков проживал один из покровителей Специи отшельник святой Венерий. На острове сохранились руины монастыря XI века, основанного на могиле святого.
На высшей точке острова построен маяк.
В настоящее время остров, несмотря на культурное наследие, является милитаризованной зоной с ограниченным доступом. Широкое посещение возможно 13 сентября, в день Святого Венерия, и следующее за ним воскресенье.